# Arachnis bituminosa
Arachnis bituminosa är en fjärilsart som beskrevs av Adalbert Seitz 1919. Arachnis bituminosa ingår i släktet Arachnis och familjen björnspinnare. Inga underarter finns listade i Catalogue of Life.